# Statue de Karabala
La statue de Karabala est une statue en pied en bronze créée en 1995 par Levon Tokmajian (hy) et installée rue Abovyan à Erevan.
Elle représente un vendeur de fleurs connu sous le surnom de Karabala (hy) (Stepan Harutiunian, ca. 1900 - 1970).

## Karabala
Karabala (hy), né Stepan Haroutunian né ca. 1900 et mort en 1970 est une personnalité arménienne née dans un milieu privilégiée. En effet sa famille était propriétaire des terres entourant l'actuelle station de métro Yeritasardakan. Lors de l'avènement de l'URSS sa famille est spoliée de ses possessions.
Vendeur de fleurs (des roses rouges) de rue, il tombe amoureux de l'actrice Arus Asryan qu'il croise quotidiennement rue Abovyan. Il finit par poignarder un jeune homme d'origine turque qui la harcelait. Arrêté puis emprisonné, il rencontre en cellule le poète Yéghiché Tcharents qui consacre un poème au destin de Karabala. À sa sortie de prison, il devient sans-abri et reprend son activité de vente de fleurs dans la rue.

## Galerie

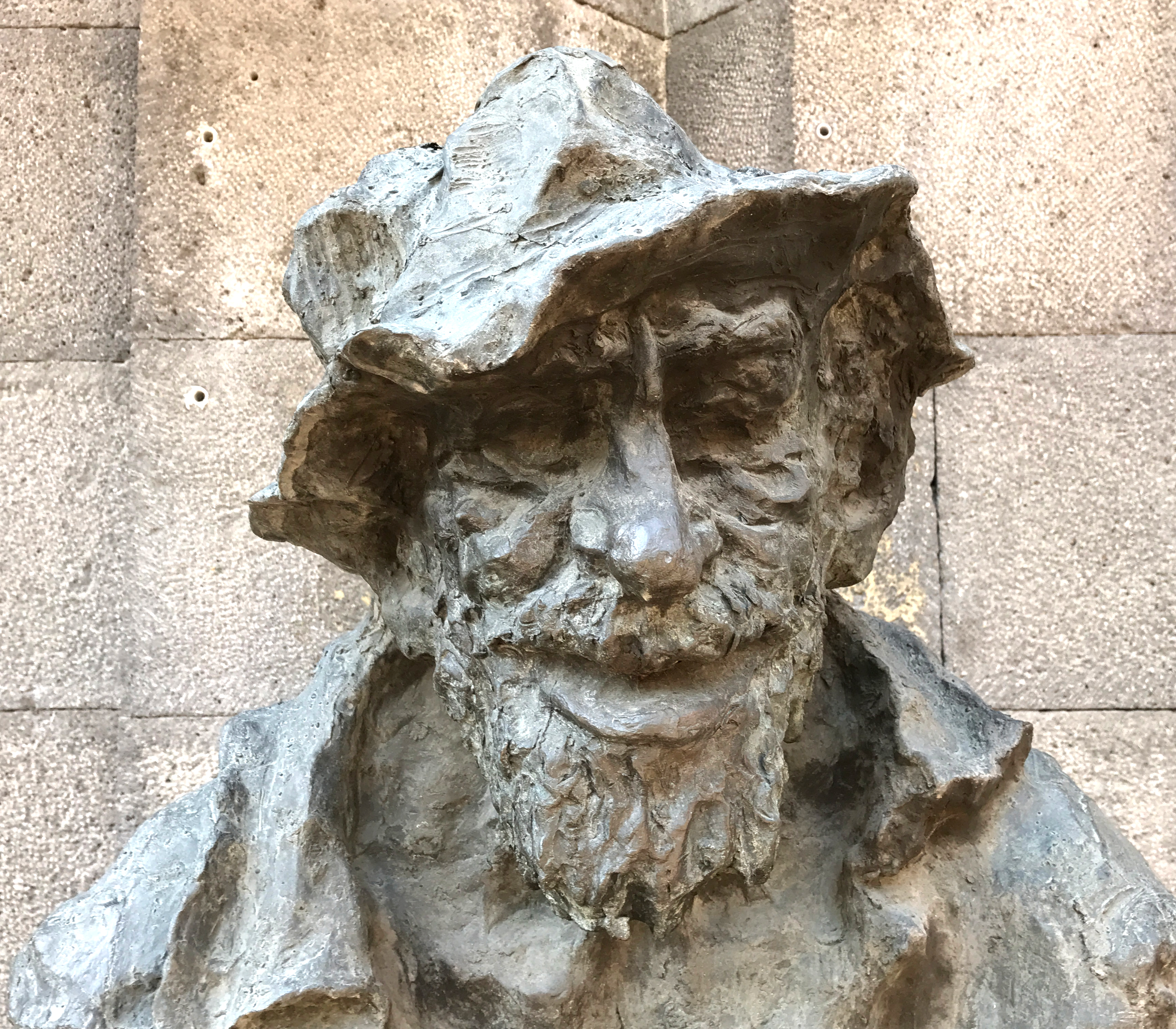
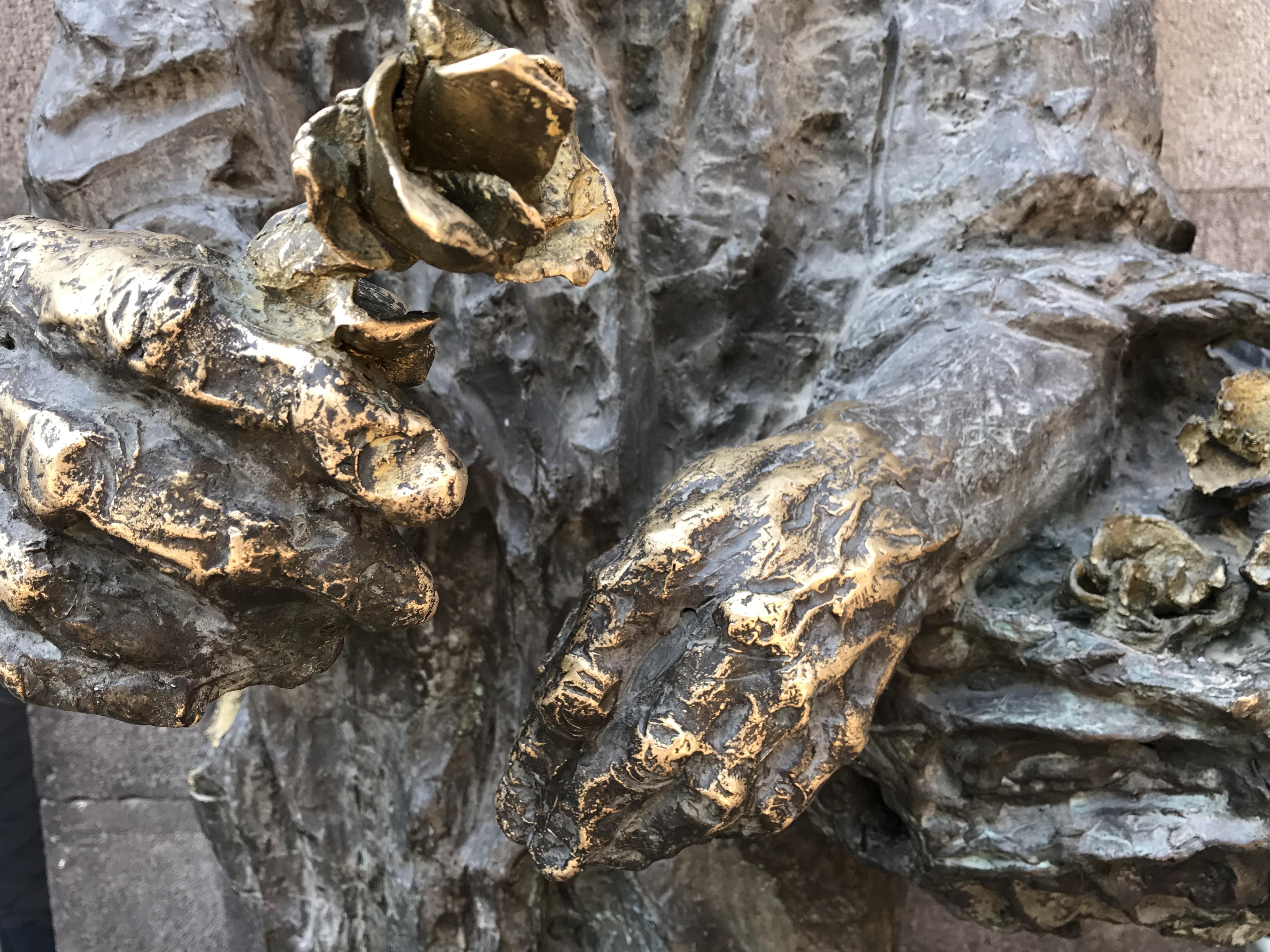